# Jermaine Francis
Jermaine Francis (ur. 9 marca 1998) – lekkoatleta z Saint Kitts i Nevis specjalizujący się w skoku wzwyż.
Na niedającym awansu do finału 15. miejscu w eliminacjach zakończył start zarówno na mistrzostwach świata juniorów młodszych (2015), jak i na światowym czempionacie U20 (2016). Piąty skoczek wzwyż igrzysk Wspólnoty Narodów młodzieży (2015).
Trzykrotnie stawał na podium CARIFTA Games – w 2016 i 2017 zdobywał złoto, a w 2015 srebro w rywalizacji zawodników do lat 17.
Złoty medalista mistrzostw Saint Kitts i Nevis.
Rekord życiowy: 2,28 (30 lipca 2018, Barranquilla) – rekord Saint Kitts i Nevis.

## Osiągnięcia
| Rok  | Impreza                               | Miejsce        | Lokata            | Wynik |
| ---- | ------------------------------------- | -------------- | ----------------- | ----- |
| 2015 | CARIFTA Games (U18)                   | Basseterre     | 2. miejsce        | 2,11  |
| 2015 | Mistrzostwa świata juniorów młodszych | Cali           | el. – 15. miejsce | 2,04  |
| 2015 | Igrzyska Wspólnoty Narodów młodzieży  | Apia           | 5. miejsce        | 2,05  |
| 2016 | CARIFTA Games                         | Saint George’s | 1. miejsce        | 2,11  |
| 2016 | Mistrzostwa świata juniorów           | Bydgoszcz      | el. – 15. miejsce | 2,13  |
| 2017 | CARIFTA Games                         | Willemstad     | 1. miejsce        | 2,22  |